# WWE Backlash (2023)
Der Backlash 2023 war eine Wrestling-Veranstaltung der WWE, die als Pay-per-View auf dem WWE Network und dem Streaming-Portal Peacock ausgestrahlt wurde. Sie fand am 6. Mai 2023 im Coliseo de Puerto Rico José Miguel Agrelot in San Juan, Puerto Rico statt. Es war die 18. Austragung des Backlash seit 1999.

## Hintergrund
Im Vorfeld der Veranstaltung wurden sieben Matches angesetzt.
Diese resultierten aus den Storylines, die in den Wochen vor Backlash bei Raw und SmackDown, den wöchentlichen auf dem WWE Network ausgestrahlten Shows der WWE gezeigt wurden.

## Ergebnisse
| Matchart                                            |                                               |      |                                        | Zeit  |
| --------------------------------------------------- | --------------------------------------------- | ---- | -------------------------------------- | ----- |
| Singles-Match um die Raw Women’s Championship       | Bianca Belair (C)                             | bes. | Iyo Sky                                | 18:00 |
| Singles-Match                                       | Seth Rollins                                  | bes. | Omos                                   | 10:32 |
| Triple-Threat-Match WWE United States Championship  | Austin Theory (C)                             | bes. | Bronson Reed und Bobby Lashley         | 6:50  |
| Singles-Match um die SmackDown Women’s Championship | Rhea Ripley (C)                               | bes. | Zelina Vega                            | 7:11  |
| Street-Fight-Match                                  | Bad Bunny                                     | bes. | Damian Priest                          | 25:03 |
| Six-Man-Tag-Team-Match                              | Solo Sikoa und The Usos Jimmy Uso und Jey Uso | bes. | Matt Riddle, Sami Zayn und Kevin Owens | 22:04 |
| Singles-Match                                       | Cody Rhodes                                   | bes. | Brock Lesnar                           | 9:42  |

| Funktion      | Name            |
| ------------- | --------------- |
| Kommentatoren | Corey Graves    |
| Kommentatoren | Michael Cole    |
| Pre-Show      | Jackie Redmond  |
| Pre-Show      | Peter Rosenberg |
| Pre-Show      | Matt Camp       |
| Ringansager   | Mike Rome       |
| Ringansager   | Samantha Irvin  |